# RMST
RMST是一个人类等动物中发现的长链非编码RNA基因，RMST是Rhabdomyosarcoma 2 associated transcript（横纹肌肉瘤2相关转录本）的缩写，位于12号染色体的q21位置。